# Chenay (Marne)
Chenay é uma comuna francesa na região administrativa do Grande Leste, no departamento de Marne. Estende-se por uma área de 3.89 km², e possui 227 habitantes, segundo o censo de 2018, com uma densidade de 58 hab/km².